# Eduard Levinstein

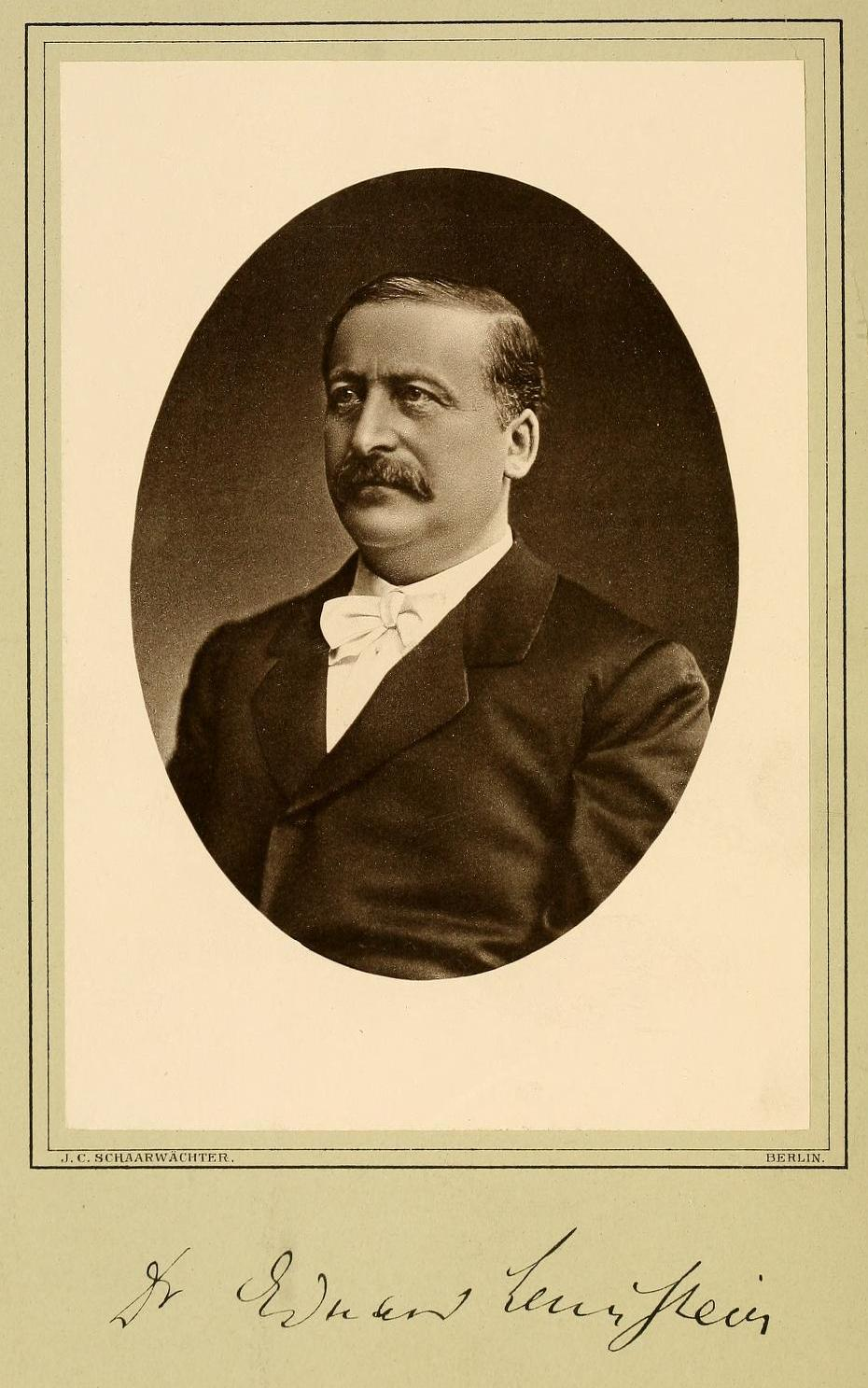
Eduard Levinstein

Eduard Levinstein (ur. 24 marca 1831 w Berlinie, zm. 7 sierpnia 1882 w Berlinie) – niemiecki lekarz, tajny radca sanitarny, autor klasycznego opisu uzależnienia od opiatów.
Studiował medycynę na Uniwersytecie w Lipsku, Würzburgu i Berlinie, gdzie w 1854 uzyskał tytuł doktora medycyny. Od 1863 dyrektor zakładu Maison de santé w Berlinie-Schönebergu. W 1867 mianowany radcą sanitarnym, od 1878 tajny radca sanitarny.
Żonaty z Marie Giehrach (1835–1888). Jego synowie Willibald Theodor Levinstein-Schlegel (1860-?) i Walter Levinstein (1864–1937) również byli lekarzami, praktykowali jako psychiatrzy.

## Wybrane prace
- De rhachialgia: dissertatio inauguralis. Schlesinger, 1854
- Ueber einen laryngoscopischen Apparat mit besonderer Rücksicht auf Selbstbeobachtung. Berliner klinische Wochenschrift, 1864
- Bericht über die Kranken-Anstalt Maison de Santé zu Neu-Schöneberg bei Berlin. Julius Sittenfeld, 1867
- Ueber die freie Behandlung der Irren (Non-restraint-System): Vortrag. Thiele, 1868
- Ueber die Wirkung des Chloral-Hydrats. Allgemeine medicinische Centralzeitung 38 (1869), ss. 961-965
- Weitere Beiträge zur Pathologie der Morphiumsucht und der acuten Morphiumvergiftung. Berlin, 1876
- Die Morphiumsucht: eine Monographie nach eignen Beobachtungen. Berlin: August Hirschwald, 1883
- Morbid craving for morphia (Die Morphiumsucht). A monograph founded on personal observations. London, 1878